# Alcohol Is Free
Alcohol Is Free este piesa ce a reprezentat Grecia la Concursul Muzical Eurovision 2013